# Teofil Syga

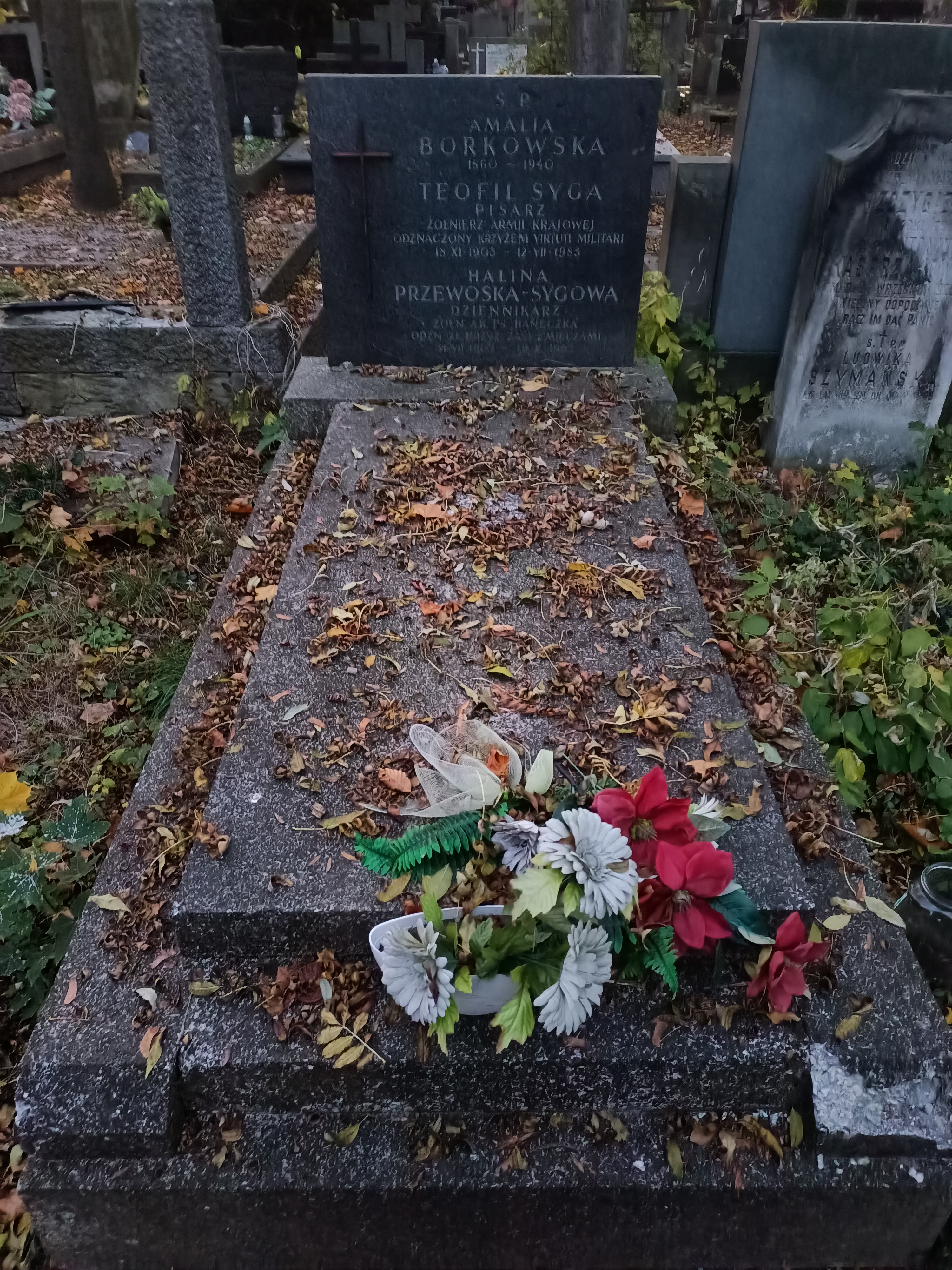
Grób Teofila Sygi na cmentarzu Powązkowskim w Warszawie

Teofil Bernard Syga (ur. 18 listopada 1903 w Warszawie, zm. 12 lipca 1983 tamże) – polski dziennikarz, pisarz, literaturoznawca.

## Życiorys
Syn Bolesława Sygi i Heleny z Gajewskich.
W 1920 ochotniczo zgłosił się do wojska i walczył w wojnie polsko-bolszewickiej. Do rezerwy przeszedł w stopniu podporucznika, studiował w Wyższej Szkole Dziennikarskiej, a następnie pracował jako recenzent teatralny w „Gazecie Warszawskiej”, „Myśli Narodowej”, „Kurierze Poznańskim”, „Polsce Literackiej”, „Expressie Porannym”, „Polsce Zbrojnej” i „Kurierze Warszawskim”. Należał do zarządu Syndykatu Dziennika Warszawskiego, a w połowie lat 30. został redaktorem naczelnym tygodnika „Kino”. Współpracował również z wydawanym przez Władysława Zambrzyckiego „Merkuriuszem Polskim Ordynaryjnym”.
Po wybuchu II wojny światowej związał się z działającymi z ramienia Delegatury Rządu na Kraj redakcjami Rzeczypospolitej Polskiej i Dnia Warszawy, używał pseudonimów Credo i Grudzień. Po 1945 był członkiem dziennika „Gazeta Ludowa”, który wydawało Polskie Stronnictwo Ludowe. Od 1947 aresztowany za sympatyzowanie z frakcją Stanisława Mikołajczyka i więziony w Rawiczu. Od lat 50. współpracował ze „Światem” i „Stolicą”, gdzie publikował felietony varsavianistyczne. Teofil Syga był wybitnym znawcą życia i twórczości Adama Mickiewicza, na ten temat pozostawił wiele artykułów, felietonów i publikacji. Jako bibliofil specjalizował się w kolekcjonowaniu XIX wiecznych pamiętników.
Pochowany na cmentarzu Powązkowskim w Warszawie (kw. 135-5-7).

## Dorobek literacki
- Warszawa, 1946, współautor Stefan Godlewski,
- Maria Szymanowska i jej czasy, 1955, współautor Stanisław Szenic,
- Te księgi proste: dzieje pierwszych polskich wydań książek Mickiewicza, 1956,
- Pana Adama dzień powszedni, 1957,
- Woda z Niemna, 1957,
- Słowackiego droga do społeczeństwa, 1959,
- Pamiętniki J.U. Niemcewicza, 1962,
- Prorok smutnej pamięci, 1963.